# NatraZahor France

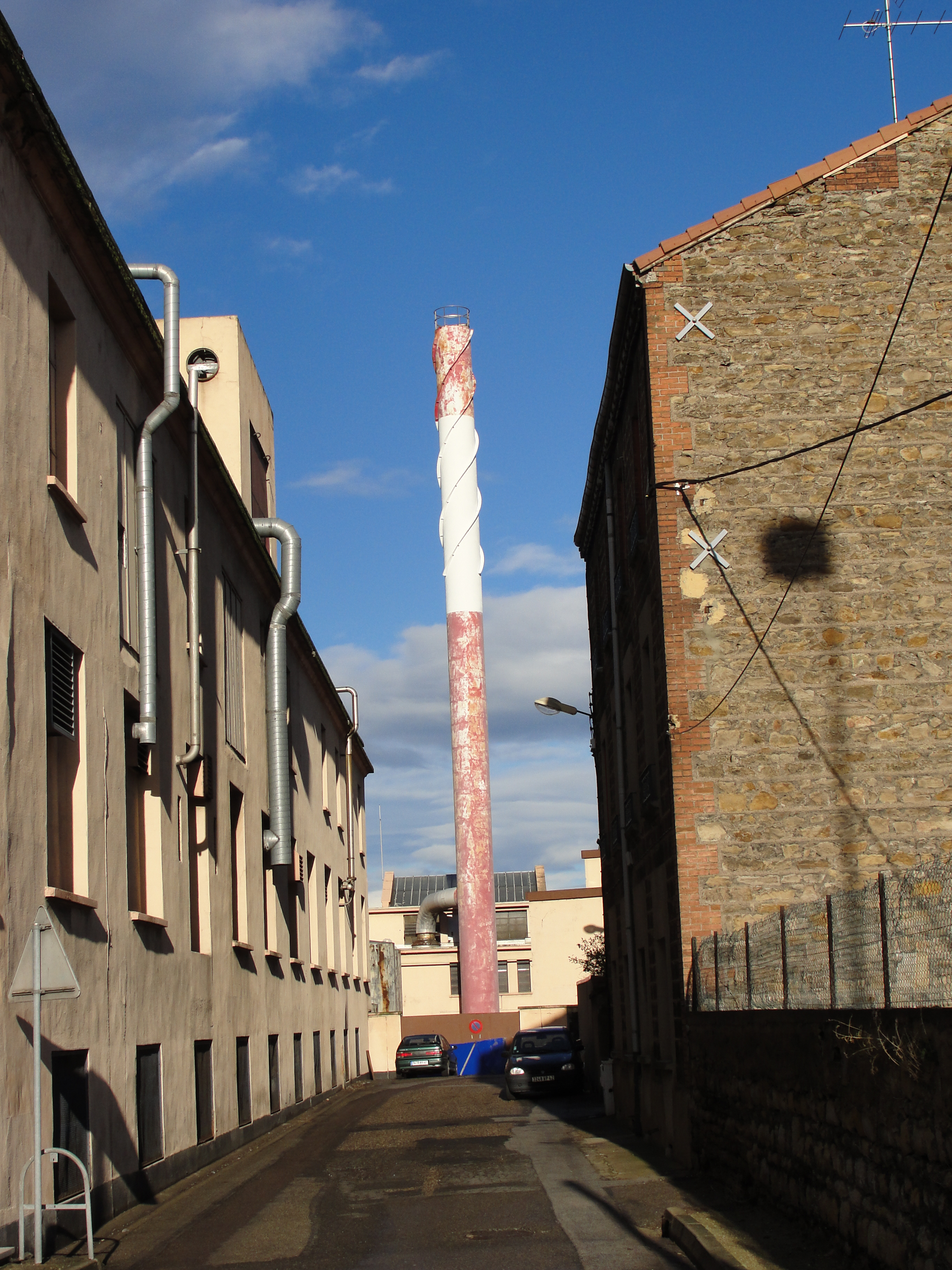
Entrée principale, en venant du Pont de l'Ane.

Natra Saint Etienne (aussi dénommée Natra Zahor) filiale du groupe agroalimentaire ibérique, est un établissement situé 95 rue Jean-Huss à Saint-Étienne (Loire), dans le quartier du Pont de l'Ane.
Immatriculée depuis 1983 et implantée à l'est de la ville, en limite de Saint-Jean-Bonnefonds, l'usine côtoie des installations SNCF (triage) et fait face à la zone commerciale de Monthieu.
L'accès est donc remarquable, d'autant que l'autoroute A72 passe à proximité. On emprunte la rue de la Montat pour rejoindre le centre ville.
Elle emploie environ 100 personnes en 2008, pour une production annuelle de 25 000 t.

## Saint-Étienne, la ville chocolat
Au début des années 1980 et après la fermeture des houillères, l'agroalimentaire occupe une place importante au sein de l'industrie stéphanoise, également en termes de renommée.
- La tradition chocolatière remonte à 1770 avec Escoffier, à La Fouillouse. Nom qui disparaît vers 1960 ;

- Un siècle après, les maisons Weiss, Chocolat des Princes et Coulois, installent l'image haut de gamme. Le premier est aujourd'hui implanté derrière Natra, à côté d'IKEA. Le second produit à La Tour-en-Jarez, avec une boutique en centre ville rue de la République (non loin de celle de Coulois, plus réputé pour ses dragées)

- Pupier a une histoire tout aussi riche. L'entreprise est absorbée par le groupe Cémoi en 1981. C'est la chocolaterie Aiguebelle à Sorbiers[5].

C'est un aspect contradictoire qu'offre la préfecture de la Loire.
Le visiteur extérieur peine en effet à imaginer qu'une cité autrefois minière et métallurgique, à forte population ouvrière, présente des produits associés au luxe et plaisir des sens...

## Déménagement à court terme, investissements prévus

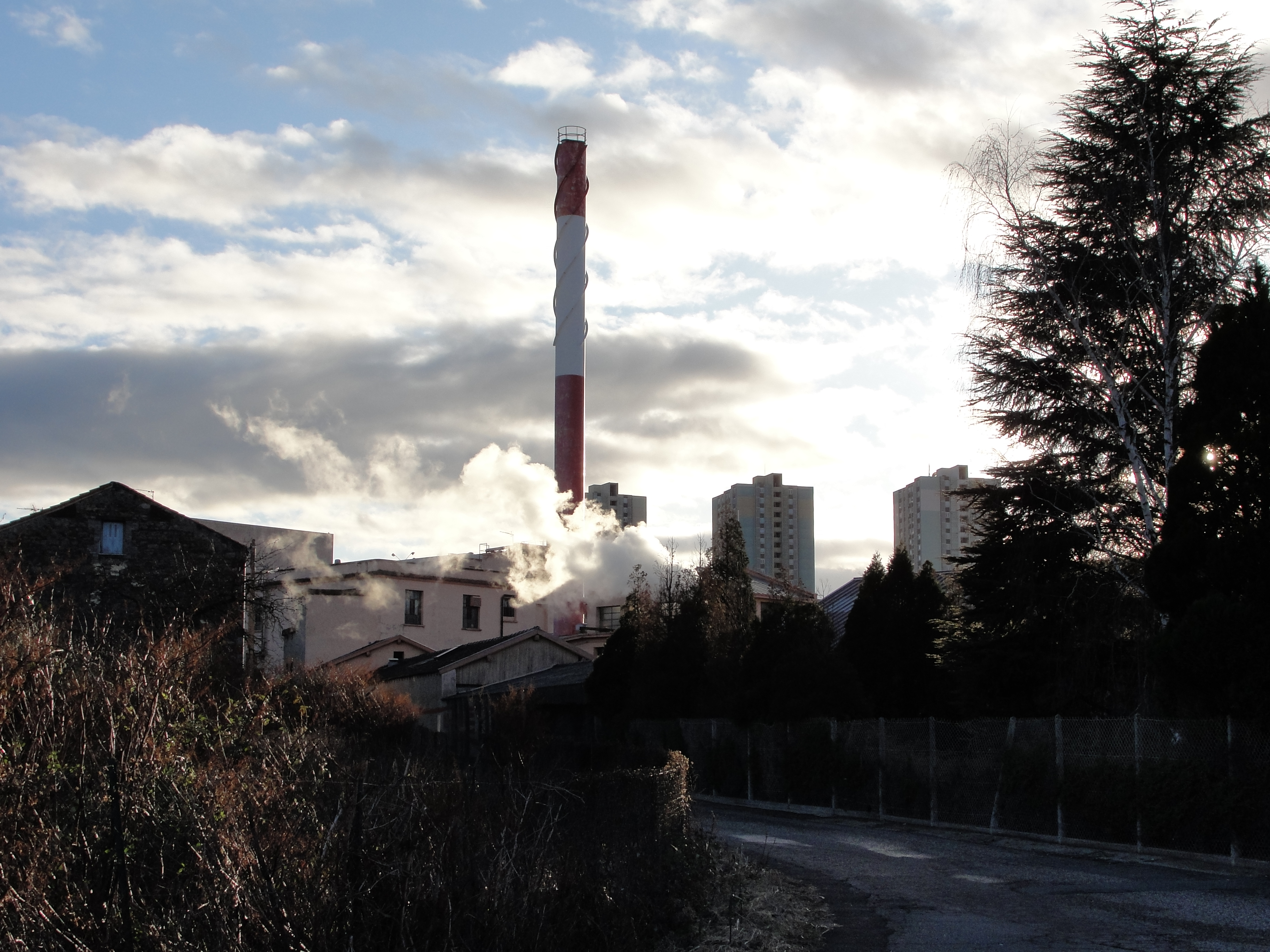
Vue arrière, vers l'autoroute.

La multinationale espagnole, qui fabrique sur le pôle stéphanois des tablettes, a cependant exprimé le souhait, à l'automne 2009, de relocaliser ses activités dans l'agglomération.
Le nouveau lieu d'implantation ne devrait pas être connu avant mi-2010.
A peu près au même moment, est noué un partenariat avec le transporteur normand LTD, visant à développer l'aspect logistique.
Natra compte procéder en deux étapes dans la liquidation de ses installations actuelles :
- revente de 5 ha de terrains et bâtiments désaffectés à l'organisme métropolitain EPASE[9], qui pourra ainsi se charger de la requalification du secteur. Une zone artisanale et commerciale nouvelle génération, mêlant logements et activités diverses, est prévue ;

- cession de 2 ha supplémentaires, installations servant à la production, une fois le nouveau site retenu[10].

Cumulées, les deux opérations doivent rapporter à l'industriel une dizaine de millions d'euros.
L'ambition est de démarrer une quatrième ligne de produits, ce qui est impossible dans les locaux actuels, hérités du groupe Casino.